# 中国人民解放军北部战区海军
中国人民解放军北部战区海军（英文；Northern Theater Command Navy），又稱為中国人民解放军海军北海舰队（英文：North Sea Fleet，缩写：NSF），是中国人民解放军北部战区的海军，是中国人民解放军海军的三大舰队之一。机关驻山东省青岛市。

## 沿革

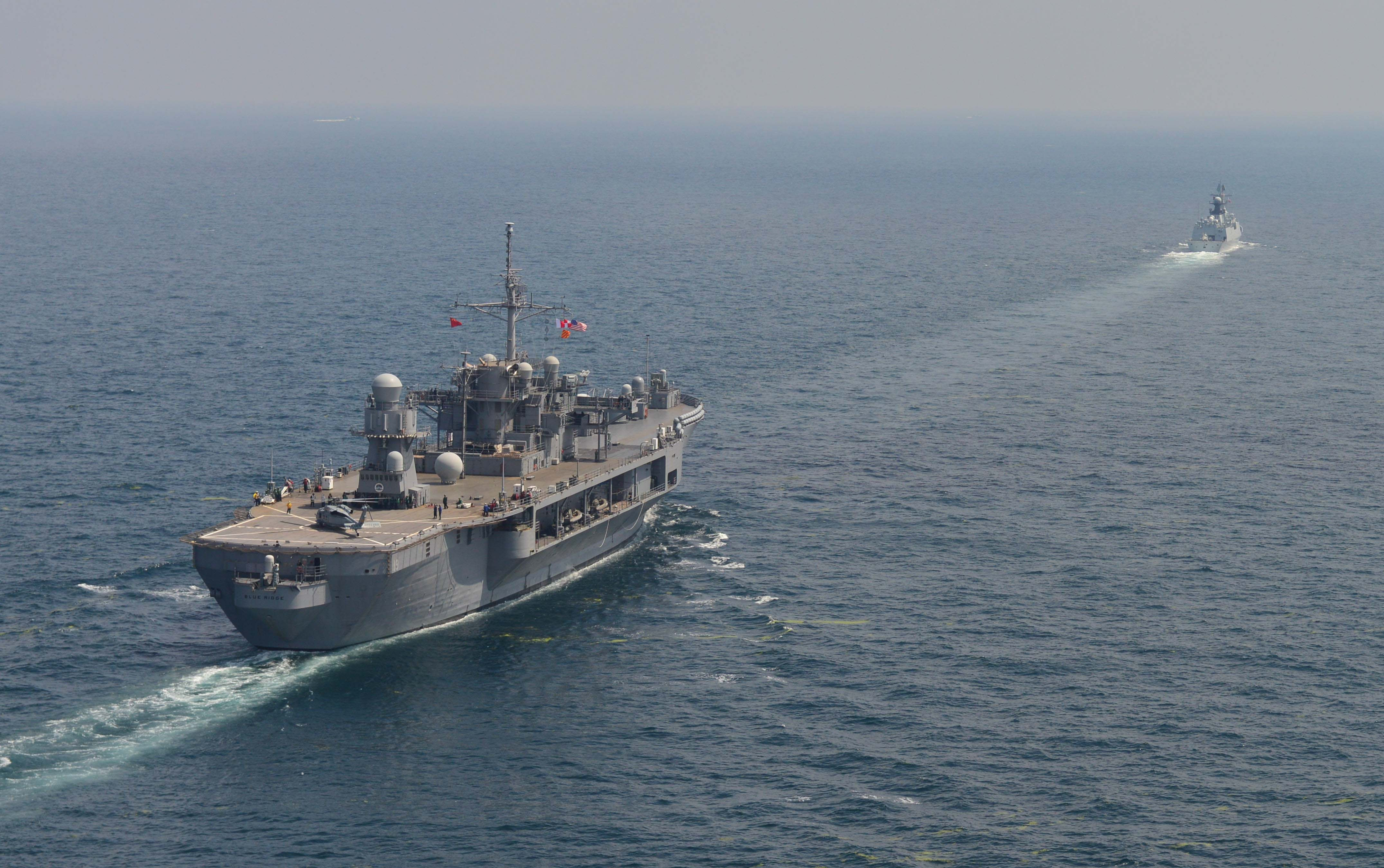
北海舰队054A型盐城舰（右上）與尾随的美国第七舰队藍嶺號。

1950年9月，以中国人民解放军第二野战军第十一军军部机关和海军青岛基地筹委会为基础，正式组建海军青岛基地。
1955年，华东军区海军、中南军区海军分别改名为东海舰队、南海舰队后，青岛基地成为唯一一个直属海军司令部的海军基地。1955年，根据中苏两国的协定，苏联将旅顺军港交还中国。
1960年，在收回的旅顺基地和直属海军的青岛基地的基础上成立了中国人民解放军海军北海舰队，司令部位於青岛。至此，解放军海军完成了“近海防御”布防，即将中国海域分为三个防区，利用“一水相通”的地理特征，建立三个舰队，平时各司其责，战时可南北呼应。台湾海峡又是在陆基炮火的覆盖之下。黄海、东海、南海虽然水相通，由於蔣中正憂心一旦三大舰队“相通”后，对台湾形成夹击包围。所以，以炮击威胁不允许大陆舰艇经过海峡，使南北舰艇无法“相往呼应”。中国造船工业集中在大连、上海等中北部沿海地区，造出的军舰无法开到南海。1970年代，为了给南海舰队配置051型导弹驱逐舰，不得不从大连、上海各大船厂抽调设备和人员到广州去造船。这就是广州造船厂（即现在的“广船国际”）的由来。
1950年代，首次从苏联买来的4艘驱逐舰全部给了后来属于北海舰队的青岛海军基地。1954年10月13日，两艘苏联海军“记录”号和“尖锐”号驱逐舰到达青岛3号码头，10月26日，中苏双方举行交接签字仪式和命名授旗仪式。海军参谋长周希汉宣布中央军委命令：将“记录”号改名为“鞍山”号，“尖锐”号改名为“抚顺”号。在青岛永安大戏院（现平度路22号青岛市群众艺术馆址），海军青岛基地政委卢仁灿宣读了中央军委关于中国人民解放军海军驱逐舰大队正式成立的命令。中国人民解放军海军第一支驱逐舰部队由此诞生。
1955年6月28日，第二批“果敢”号和“热心”两艘驱逐舰抵达青岛并移交给中国海军。海军将这两艘驱逐舰分别命名为“长春”号和“太原”号。在1970年代国产053H型护卫舰和051型驱逐舰诞生以前，北海舰队这四艘买来的驱逐舰是当时中国海军最先进、吨位最大的军舰，是中国海军的精锐。而当时东海、南海舰队的主要作战舰艇还是从中华民国海军那里接收的二战前制造的旧军舰或国产的鱼雷快艇和百吨级的小炮艇。
由于中华人民共和国成立初期的20多年里，对国家安全的威胁主要来自北方：1950年代的朝鲜半岛；1960年代的中苏、中蒙边界，再加上中国军事传统上重北轻南的传统，海军建设从一开始就按北-中-南的重轻顺序配置军舰，形成了当时北海舰队强，南海舰队弱的局面。 这个状态直到1980年代才有所转变。
2015年8月17日，中國北海艦隊通過日韓之間的對馬海峽與俄羅斯太平洋艦隊在日本海會合，並在8月20日至28日期間，舉行海上聯合軍事演習，內容包括聯合防空、聯合反潛、聯合反艦、聯合防禦、聯合登陸等。
2015年12月4日，中國北海艦隊編隊，自西向東通過日本南部的大隅海峽，隨後前往北部進行訓練，期間通過日本北部的千島群島進入鄂霍次克海，於12月25日自宗谷海峽通過，從日本海返航，顯示北海艦隊活動範圍已擴展至日本海。
2016年初，在深化国防和军队改革中，以海军北海舰队机关为基础，调整组建为北部战区海军机关。北部战区海军成立后，同时仍可沿用“北海舰队”这一称谓。尽管正式名称已改用北部战区海军，与北部战区陆军、北部战区空军并列，但在提到海上战役力量时仍可称“北海舰队”。
2017年12月3日，海军第28批护航编队从山东青岛某军港解缆启航，奔赴亚丁湾、索马里海域执行护航任务。编队由北海舰队导弹护卫舰盐城舰、潍坊舰以及综合补给舰太湖舰组成，携带舰载直升机2架、特战队员数十名。3艘舰艇此前均执行过护航任务。

## 编制

### 职能部门

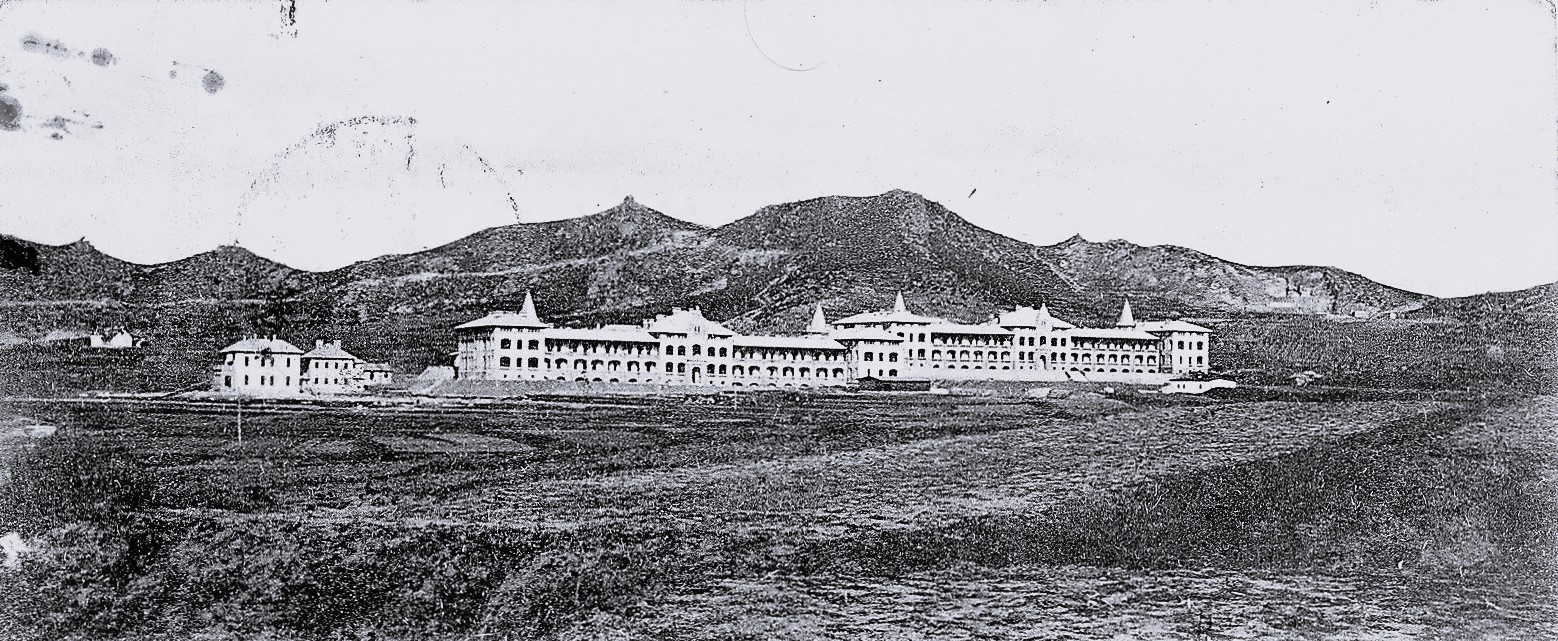
青岛原德军伊尔蒂斯兵营全景，现为北海舰队司令部

- 参谋部
- 政治工作部
- 后勤部
- 装备部
- 纪律检查委员会

### 战区兵种机关
- 中国人民解放军北部战区海军航空兵

### 基地、水警区
- 海军旅顺基地
- 海军青岛综合保障基地(辽宁号航母)
- 海军潜艇第一基地
- 海军青岛水警区
- 海军威海水警区

### 直属部队
- 驱逐舰第一支队
- 驱逐舰第十支队
- 护卫舰第十一支队
- 护卫舰第十四支队
- 潜艇第二支队
- 潜艇第十二支队
- 登陆舰第一大队
- 作战支援舰第一支队
- 防险救生支队
- 海军陆战队第五旅
- 海军陆战队第六旅

### 直属单位
- 中国海军博物馆
- 海军潜艇试验试航训练基地
- 北部战区海军训练基地
- 北部战区海军舰艇训练中心
- 中国人民解放军海军第九七一医院

## 历任领导

### 司令员
海军北海舰队司令员
1. 刘昌毅 中将（1960年8月－1969年8月）
2. 马忠全（1969年8月－1975年8月）
3. 饶守坤（1975年8月－1980年1月）
4. 杨力（1982年10月－1983年8月）
5. 苏军（1983年8月－1985年7月）
6. 马辛春 海军中将（1985年7月－1990年6月）
7. 曲振侔 海军中将（1990年6月－1993年1月）
8. 王继英 海军中将（1993年1月－1996年11月）
9. 张定发 海军中将（1996年11月－2000年12月）
10. 丁一平 海军中将（2000年12月－2003年6月）
11. 张展南 海军中将（2003年6月－2006年5月）
12. 苏士亮 海军中将（2006年5月－2008年1月）
13. 田中 海军中将（2008年1月－2013年12月）
14. 邱延鵬 海军少将（2013年12月－2014年7月）
15. 袁誉柏 海军中将（2014年7月－2016年）[3]

北部战区海军司令员
1. 袁誉柏 海军中将（2016年－2017年1月）[3]
2. 张文旦 海军少将（2017年1月－2017年12月）[4]
3. 李玉杰 海军中将（2017年12月－2019年12月）[5]
4. 胡中明 海军中将（2019年12月－2022年1月）
5. 王大忠 海军中将（2022年1月－）

### 政治委员
海军北海舰队政治委员
1. 丁秋生 中将（1960年8月－1964年10月）
2. 卢仁灿 少将（1962年6月－1973年7月）
3. 易耀彩（1969年8月－1972年1月）
4. 郭炳坤（1974年7月－1977年4月）
5. 康志强（1977年4月－1981年3月）
6. 李长如（1982年1月－1983年8月）
7. 李世田 海军中将（1985年8月－1990年4月）
8. 张海云 海军中将（1990年6月－1993年12月）
9. 傅鸿基 海军中将（1993年12月－1998年12月）
10. 陈先锋 海军中将（1998年12月－2003年6月）
11. 邬华扬 海军中将（2003年6月－2004年12月）
12. 李光 海军中将（2004年12月－2009年12月）
13. 王登平 海军中将（2009年12月－2012年7月）
14. 白文奇 海军中将（2012年7月－2015年7月）
15. 康非 海军中将（2015年7月－2016年）[3]

北部战区海军政治委员
1. 康非 海军中将（2016年－2020年9月）[3]
2. 傅耀泉 海军中将（2020年9月－）

### 副司令员
海军北海舰队副司令员
- 易耀彩 少将（1960年8月－1969年8月）
- 张元培 少将（1960年8月－1970年3月）
- 邓龙翔 少将（1960年8月－1975年8月）
- 邓兆祥 少将（1960年8月－1981年12月）
- 刘华清 少将（1960年8月－1962年3月）
- 马忠全 少将（1961年12月－1969年8月）
- 潘焱 少将（1961年12月－1968年11月）[6]
- 赵汇川 少将（1964年2月－1976年12月）
- 杨力（1970年12月－1982年10月）
- 傅继泽（1975年4月－1978年12月）
- 林真（1976年12月－1978年1月）
- 曲振侔（1977年6月－1981年2月）
- 刘惠卿（1977年10月－1985年8月）
- 潘友宏（1978年12月－1983年8月）
- 张震春（1979年3月－1983年8月）
- 张守群（1981年3月－1985年8月）
- 何昌运（1983年8月－1985年8月）
- 朱洪禧 海军中将（1985年8月－1990年6月）
- 马建新 海军少将（1989年4月－1995年12月）
- 冯洪达 海军少将（1990年6月－1993年7月）
- 姜德廷 海军少将（1990年6月－1992年10月）
- 石天定 海军少将（1990年6月－1997年12月）
- 杨玺 海军少将（1990年6月－1994年12月）
- 徐振忠 海军少将（1992年10月－1994年4月）
- 王永国 海军少将（1994年4月－1994年12月）
- 杨继忠 海军少将（1994年12月－1999年12月）
- 张定发 海军少将（1995年1月－1996年11月）
- 丁桂阁 海军少将（1996年12月－2000年8月）
- 丁一平 海军少将（1998年2月－2000年12月）
- 张岩 海军少将（1999年12月－2003年12月）
- 宋长德 海军少将（2000年8月－2003年4月）
- 王福山 海军少将（2000年12月－2007年9月）
- 陈阿溪 海军少将（2003年4月－2007年8月）
- 贾茂荣 海军少将（2003年12月－2006年12月）
- 张治新 海军少将（2003年12月－2005年7月）
- 张华臣 海军少将（2005年7月－2009年6月）
- 金晓湘 海军少将（2006年12月－2010年）
- 张世英 海军少将（2007年9月－2010年）
- 张盘洪 海军少将（2007年9月－2009年）
- 杜希平 海军少将（2009年6月－2013年）[7]
- 丁毅 海军少将（2010年7月－2013年7月）[7]
- 孙德忠 海军少将（2010年8月－2015年4月）[7]
- 杨骏飞 海军少将（2012年7月－2015年）
- 袁誉柏 海军少将（2013年7月－2014年6月）[8]
- 吴海波 海军少将（2013年9月－2016年）
- 周煦明 海军少将（2014年11月－2016年）[9]
- 魏钢 海军少将（2015年4月－2015年6月）[10]
- 刘庚群 海军少将（2015年8月－2016年）[11][12]
- 张建昌 海军少将（2015年10月－2016年）[13][14]

北部战区海军副司令员
- 吴海波 海军少将（2016年－）
- 张建昌 海军少将（2016年－）
- 黄新建 海军少将（2016年－）[9]
- 陈强南 海军少将（2016年－）[12]

### 副政治委员
海军北海舰队副政治委员
- 卢仁灿 少将（1960年8月－1962年8月）
- 黄忠学 少将（1960年8月－1964年7月）
- 宋景华（1967年8月－1975年8月）
- 辛国治（1970年12月－1972年1月）
- 刘惠卿（1974年7月－1977年10月）
- 康志强（1975年8月－1977年4月，第一副政治委员）
- 杜西书（1975年8月－1983年8月）
- 周志先（1975年8月－1982年1月）
- 赵宏博（1979年7月－1983年8月）
- 李长如（1979年12月－1982年1月）
- 辛国治（1981年10月－1983年8月）
- 张慕水（1983年8月－1985年8月）
- 史子才（1983年8月－1985年8月）
- 燕翼（1983年8月－1985年8月）
- 何昌运 海军少将（1985年8月－1991年8月）
- 张铭 海军少将（1990年5月－1995年12月）
- 傅鸿基 海军少将（1990年6月－1993年12月）
- 赵英富 海军少将（1991年8月－1994年4月）
- 蒋昭志 海军少将（1994年4月－2000年12月）
- 李俊琏 海军少将（1995年1月－1995年7月）
- 张承矩 海军少将（1995年12月－1997年12月）
- 刘家声 海军少将（1997年12月－2000年12月）
- 贾培铎 海军少将（1997年10月－2002年12月）
- 赵荣堂 海军少将（2000年12月－2001年10月）
- 傅渤海 海军少将（2001年12月－2007年12月）
- 于常启 海军少将（2002年12月－2005年6月）
- 张德强 海军少将（2003年12月－2008年4月）
- 张鸿富 海军少将（2003年12月－2007年9月）
- 钱建军 海军少将（2007年8月－2011年）
- 白文奇 海军少将（2008年4月－2012年6月）
- 陈学斌 海军少将（2012年7月－2015年12月）[15]
- 厉江潭 海军少将（2012年9月－2014年9月）[16]
- 李桦 海军少将（2014年9月－2016年）[16]

北部战区海军副政治委员
- 李桦 海军少将（2016年－）[17]
- 姜平 海军少将（2016年－2019年）[15]

### 顾问
海军北海舰队顾问
- 潘友宏（1975年6月－1978年12月）
- 宋景华（1975年9月－1983年8月）
- 李树荣（1975年9月－1983年8月）[18][19]
- 赵友夫（1979年12月－1983年8月）
- 康烈功（1981年3月－1983年8月）
- 何明智（1981年11月－1983年8月）
- 杨力（1983年8月－1985年8月）
- 李长如（1983年8月－1985年8月）
- 杜西书（1983年8月－1985年8月）
- 刘佐（1983年－1985年）[20][21]

### 参谋长
海军北海舰队参谋长
- 赵北源 大校（1960年8月－1962年2月）
- 张晓冰 大校（1962年2月－1968年11月）
- 苏军（1968年11月－1969年10月）
- 徐世平（1970年1月－1975年8月）
- 王英杰（1975年8月－1978年5月）
- 孙公飞（1978年7月－？）
- 宋洪文（？－1983年8月）
- 朱洪禧（1983年8月－1985年8月）
- 姜可续 海军少将（1985年8月－1990年7月）
- 王守仁 海军少将（1990年7月－1993年1月）
- 张定发 海军少将（1993年1月－1995年1月）
- 丁一平 海军少将（1995年1月－1997年12月）
- 吕芳秋 海军少将（1998年2月－2002年11月）
- 肖新年 海军少将（2002年11月－2003年6月）
- 张盘洪 海军少将（2003年6月－2006年8月）
- 苏支前 海军少将（2006年8月－2007年7月）
- 田中 海军少将（2007年7月－12月）
- 孙德忠 海军少将（2008年－2010年10月）
- 袁誉柏 海军少将（2010年10月－2013年7月）
- 魏钢 海军少将（2013年7月－2014年1月）[22]
- 王海 海军少将（2014年1月－2015年）[22]
- 姜国平 海军少将（2015年－2016年）[22]

北部战区海军参谋长
- 姜国平 海军少将（2016年－2017年7月）

海军北海舰队副参谋长
- 田麟勋（1961年2月－1969年9月）
- 孙寄尘（1962年3月－？）
- 王金锁（1962年3月－？）
- 徐世平（1969年6月－1970年1月）
- 董学文（1970年6月－？）
- 曲振侔（1976年2月－1977年6月）
- 夏峰（1976年4月－？）
- 李学昌（1977年5月－1983年8月）
- 杨汉黄 海军少将（1977年10月－1990年1月）[23]
- 王振国（？－？）
- 李进（？－？）
- 邹德普（？－？）
- 王智斌（？－？）
- 张连忠（？－？）
- 杜彬（？－？）
- 许凤林 海军少将（1985年8月－1990年4月）
- 程文举 海军少将（？－？）
- 王守仁 海军少将（1985年8月－1990年6月）
- 杨继忠 海军少将（？－1991年8月）
- 宋长德 海军少将（1990年6月－1995年7月）
- 韩芳润 海军少将（1993年12月－1998年12月）
- 刘景山 海军少将（1994年3月－？）
- 冯桂烈 海军少将（1995年7月－2000年12月）
- 蔡伦斌 海军少将（1997年3月－2005年3月）
- 苏士亮 海军少将（1998年3月－2000年4月）
- 陈志丰 海军少将（1998年12月－？）
- 张岩 海军少将（1999年12月－？）
- 杜希平 海军少将（2000年4月－2003年12月）
- 赵永青 海军少将（2000年12月－2005年7月）
- 郭守谦 海军少将（2002年8月－？）
- 张祁斌 海军少将（2003年7月－2004年12月）
- 张学增 海军少将（2003年12月－2006年7月）
- 金晓湘 海军少将（2003年12月－2006年12月）
- 邬援军 海军少将（2004年12月－2005年12月）
- 廖世宁 海军少将（2004年12月－2009年）
- 金培昌 海军少将（2005年7月－2006年7月）
- 蒋建军 海军少将（2006年7月－2009年）
- 刘光悠 海军少将（2006年12月－2009年）
- 顾祥兵 海军少将（2009年－？）
- 丁毅 海军少将（2009年－？）
- 孟涛 海军少将（2009年－？）
- 郝延兵 海军少将（2009年－？）
- 赵冀川 海军少将（2009年12月－？）
- 隋洪地 海军少将（？－？）
- 杨骏飞 海军少将（？－？）
- 董军 海军少将（？－？）
- 李玉杰 海军少将（？－2012年9月）
- 王凌 海军少将（2013年－？）[24]
- 俞满江 海军少将（2013年－2014年12月）
- 程杰 海军少将（2014年－2015年1月撤职）[25]
- 姜国平 海军少将（2014年－2015年）[25]
- 王宇 海军少将（2015年－2016年）
- 刘子柱 海军少将（2015年－2016年）[25]
- 严正明 海军少将（2015年－2015年10月）[26]

北部战区海军副参谋长
- 王宇 海军少将（2016年－2016年）[26]
- 刘子柱 海军少将（2016年－）[26]
- 杨苏 海军少将（2016年－）[26]
- 王建勋 海军少将（2020年－）

海军北海舰队司令部顾问
- 宋少颖（1979年－1984年8月）[18]
- 于侠（？－1983年）

### 政治工作部主任
海军北海舰队政治部主任
- 黄忠学 少将（1960年8月－1962年3月，副政治委员兼）
- 李镜如 少将（1962年3月－1968年10月）
- 辛国治（1968年10月－1970年12月）
- 孙训（1970年12月－1971年12月）
- 赵宏博（1975年8月－1979年7月）
- 史子才（1979年7月－1983年8月）
- 宋洪文（1983年8月－1985年8月）
- 周坤仁（1985年8月－1987年11月）
- 傅鸿基 海军少将（1987年11月－1990年6月）
- 赵英富 海军少将（1990年6月－1991年8月）
- 蒋昭志 海军少将（？－？）
- 张铭 海军少将（？－？）
- 张承矩 海军少将（？－1995年12月）
- 贾培铎 海军少将（1995年12月－1997年10月）
- 俞林森 海军少将（1997年10月－2000年6月）[27]
- 傅渤海 海军少将（2000年6月－2001年12月）
- 胥肖野 海军少将（2001年12月－2003年12月）
- 陆徳康 海军少将（2003年12月－2005年11月）
- 张鸿富 海军少将（2005年11月－？，副政治委员兼）
- 金克 海军少将（2007年9月－2010年）[28]
- 汪建新 海军少将（2010年－2012年）
- 殷敦平 海军少将（2012年－2015年7月）
- 吴海华 海军少将（2015年7月－2016年）[29]

北部战区海军政治工作部主任
- 吴海华 海军少将（2016年－）

海军北海舰队政治部副主任
- 赵昭（1960年8月－1962年7月）
- 张华（1961年2月－1963年7月）
- 郭开峰（1963年7月－1969年10月）
- 王昕（1963年7月－1968年11月）
- 范化民（1965年12月－1975年9月）
- 胡汉生（1966年6月－1970年1月）
- 韩玉樽（1968年5月－1973年1月）
- 孙训（1968年11月－1970年12月）
- 王霄汉（1970年5月－1983年8月）
- 杜西书（1970年7月－1975年8月）
- 何明智（1976年2月－1981年11月）
- 张慕水（1976年2月－1983年8月）
- 燕翼（1981年11月－1983年8月）
- 张海云（1983年8月－1985年8月）
- 邓洪奎（？－？）
- 杜学忠（？－？）
- 冷宽 海军少将（1983年8月－1990年6月）
- 孙佑武 海军少将（？－？）
- 张仁忠 海军少将（1994年12月－1998年12月）
- 袁玉清 海军少将（1996年12月－2001年7月）
- 赵树义 海军少将（1998年12月－2003年12月）
- 胥肖野 海军少将（1999年8月－2001年12月）
- 冯树清 海军少将（2001年12月－？）
- 金克 海军少将（2002年12月－2007年9月）
- 张振华 海军少将（2002年12月－？）
- 曾晓安 海军少将（2003年12月－？）
- 张中喜 海军少将（2003年12月－？）
- 陈学斌 海军少将（2009年－2012年7月）
- 夏克伟 海军少将（2009年－2012年12月）
- 郑晓航 海军少将（？－？）
- 吴海华 海军少将（2012年8月－2015年7月）
- 曹新元 海军少将（2012年7月－2013年9月）
- 夏平 海军少将（2014年－2015年）[30]
- 徐立谦 海军少将（2015年7月－2016年）[31]

北部战区海军政治工作部副主任
- 徐立谦 海军少将（2016年－）
- 郭宏伟 海军少将（2016年－）[32]
- 汪光鑫 海军少将（2018年1月－）[33]

海军北海舰队政治部顾问
- 赵伟（？－？）
- 范天枢（？－？）
- 李汉武（？－？）
- 苏永浩（？－？）
- 毛文义（？－？）

### 后勤部部长
海军北海舰队后勤部部长
- 潘友宏 大校（1961年1月－1969年9月）
- 宋少颖（1969年－？）
- 潘友宏（？－？）
- 吕传德（？－？）
- 王继维（？－？）
- 濮瑞南 海军少将（2012年1月－2016年）[34]

北部战区海军后勤部部长
- 李永平 海军少将（2016年－）[35]

海军北海舰队后勤部政治委员
- 宋奇光 大校（1961年9月－？）
- 独庆夫（？－1975年10月）
- 苏民（1975年10月－？）
- 陈良（1979年12月－1985年8月）

### 装备部部长
海军北海舰队装备部部长
- 刘庚群 海军少将（2012年1月－2013年）[36]
- 陈强南 海军少将（2013年－2016年）[37]

北部战区海军装备部部长
- 谷宁昌 海军少将（2016年－）[37]

## 装备

### 舰艇列表
北海舰队现有主力舰艇60+艘，其中航空母舰1艘、导弹驱逐舰17艘，导弹护卫舰21艘，核潜艇9艘，常规潜艇17艘，登陆舰2艘，扫雷舰2艘，综合补给舰4艘，舰队油船1艘，潜艇支援舰3艘，远洋打捞救生船2艘，打捞救生船1艘，侦测船3艘，试验舰2艘。
| 舰型                | 舰名 |
| ------------------- | --- |
| 001型航空母舰       | 16（辽宁号航空母舰） |
| 055型驱逐舰         | 104无锡、103鞍山、102拉萨、101南昌 |
| 052D型驱逐舰        | 127驻马店、126菏泽、125沧州、124开封、123淮南、122唐山、121齐齐哈尔、120成都、119贵阳、118乌鲁木齐、117西宁                                                  |
| 051C型驱逐舰        | 116（石家庄舰）、115（沈阳舰） |
| 052型驅逐艦         | 113（青岛舰）、112（哈尔滨舰，旗舰） |
| 054A型护卫舰        | 579（邯郸舰）、576（大庆舰）、550（潍坊舰）、547（临沂舰）、546（盐城舰）、539 (芜湖舰)、538（烟台舰）、598（日照舰）、542（枣庄舰）                         |
| 054B型护卫舰        | 545（漯河） |
| 056A型护卫舰        | 600（松原舰）、601（乌海舰）、602（平顶山舰）、603（定州舰）、604（牡丹江舰）、605（張家口舰）、606（辛集舰）、654（张掖舰）、655（黄石舰）、656（秦皇岛舰） |
| 093型核潛艇         | 419（长征16号）、418（长征15号）、417（长征14号）、416（长征13号）                                                                                           |
| 094型核潛艇         | 420（长征17号）、421（长征18号） |
| 032型潜艇           | 201 |
| 039A/B型潜艇        | 341、340 |
| 039型潜艇           | 328、327、316、315、323、321、320 |
| 035型潜艇           | 363、362、360、359、358(2013年退役進駐銀川黃河軍事文化博覽園)、357、356                                                                                      |
| 072A型登陆舰        | 911（天柱山舰）、912（大青山舰） |
| 901型综合补给舰     | 901呼伦湖（原965） |
| 903型综合补给舰     | 903可可西里湖（原968）、904东平湖（原960）、889太湖 |
| 081型扫雷舰         | 732（无棣舰 原849）、848（宣威舰）、845（青州舰）、846（禹城舰）                                                                                             |
| 815A型电子侦察舰    | 799金星（原859）、796开阳星（原856）、794天狼星（原854） |
| 926型潜艇支援舰     | 847阳澄湖（原867长岛）、846洪泽湖（原864海洋岛） |
| 927型综合援潜救生船 | 841西湖 |
| 922ⅢA型打捞救生船   | 849喀纳斯湖 |
| 925型远洋打捞救生船 | 845乌梁素海（原861长兴岛） |
| 921型快速医疗救助艇 | 北医01 |
| 920型医院船         | “吉祥方舟”号 (868) |
| 试验舰              | 891（毕昇舰）、892（华罗庚舰） |

### 作战序列

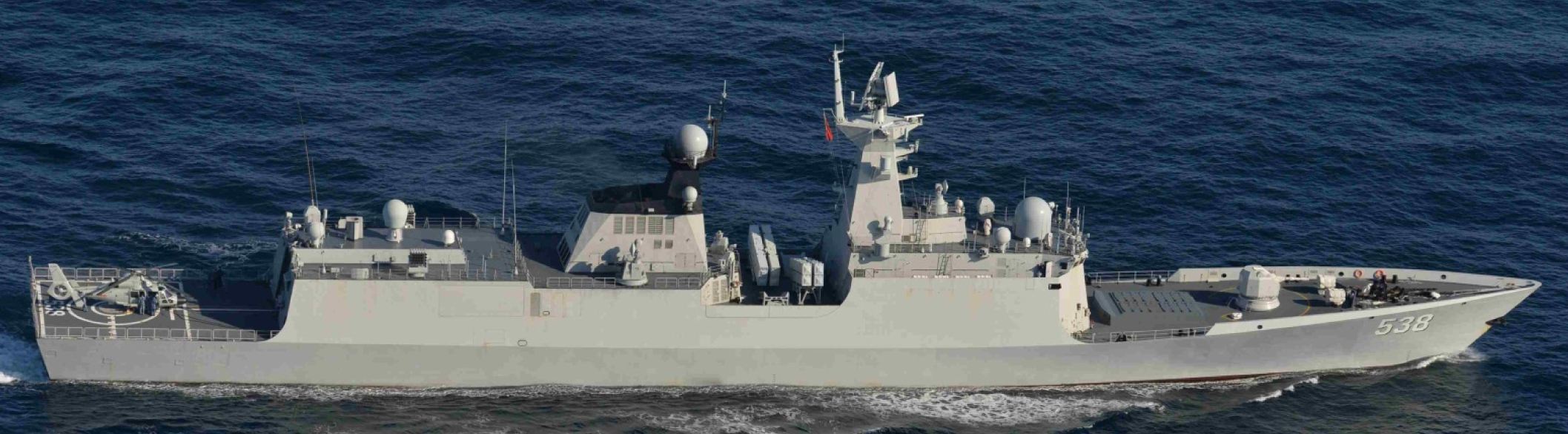
054A型護衛艦-煙臺號導彈護衛艦

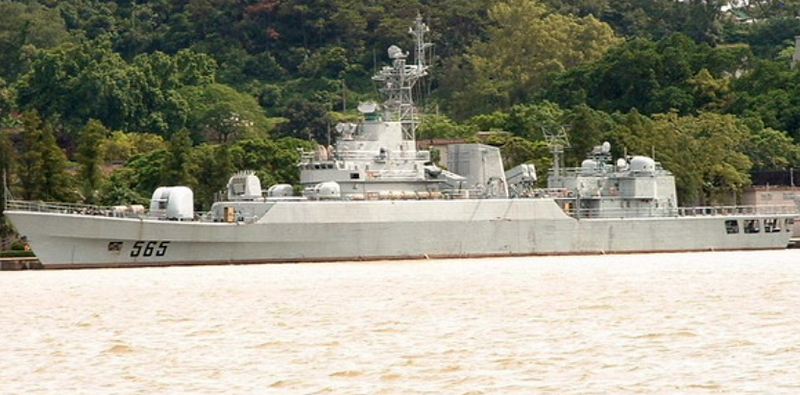
053H3型護衛艦-葫蘆島艦

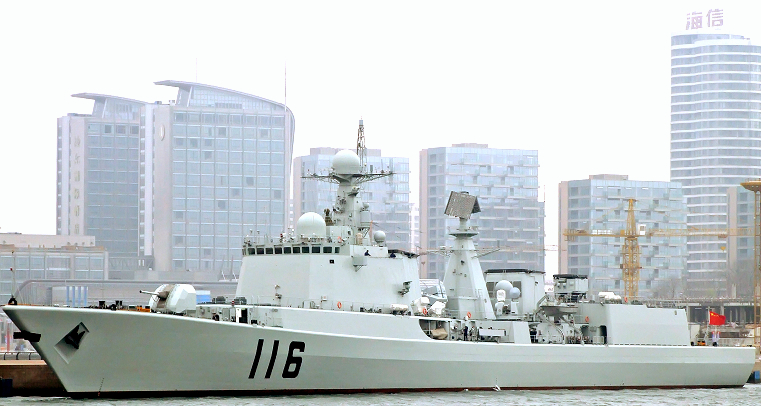
051C型驱逐舰-石家莊艦

- 驱逐舰第1支队 驻山东青岛黄岛区古镇口港，辖十一驱五护。
  - 055型驱逐舰4艘：104无锡（2022）、103鞍山（2021）、102拉萨（2021）、101南昌（2020）。
  - 052D型驱逐舰3艘：127驻马店（2025）、118乌鲁木齐（2018）、117西宁（2017）。
  - 051C型驱逐舰2艘：116石家庄（2007）、115沈阳（2006）。
  - 052型驱逐舰2艘：113青岛（1996）、112哈尔滨（1994）。
  - 054B型护卫舰1艘：545漯河（2025）。
  - 054A型护卫舰4艘：550潍坊（2013）、547临沂（2012）、546盐城（2012）、538烟台（2011）。
- 驱逐舰第10支队 驻辽宁大连旅顺口东港，辖八驱五护。
  - 052D型驱逐舰8艘：126菏泽（2025）、125沧州（2025）、124开封（2021）、123淮南（2021）、122唐山（2020）、121齐齐哈尔（2020）、120成都（2019）、119贵阳（2019）。
    - 2020年8月14日，解放军海军大船重工所制121“齐齐哈尔”舰及江南造船所制122“唐山”舰同时服役。

  - 054A型护卫舰5艘：542枣庄（2019）、598日照（2018）、539芜湖（2017）、579邯郸（2015）、576大庆（2015）。
- 旅顺基地
  - 护卫舰第11支队 驻辽宁大连长海海洋岛，四艘護衛艦。
    - 056A型护卫舰4艘：600松原（2020）、602平顶山（2020）、601乌海（2018）、654张掖（2018）。

  - 扫雷舰第11大队 驻大连。
    - 081型扫雷舰2艘：732（原849）无棣（2020）、848宣威（2019）、846禹城（2014）、845青州（2014）。
    - 082II型猎扫雷舰2艘：814东港（2016）、811荣成（2016）。
- 威海水警区
  - 护卫舰第12支队 驻山东威海刘公岛，六艘護衛艦。
    - 056A型护卫舰6艘：603定州（2020）、604牡丹江（2020）、605张家口（2020）、606辛集（2020）、656秦皇岛（2015）、655黄石（2015）。
- 潜艇第2支队 驻地青岛市北，九艘潜艇。
  - 039型潜艇1艘：320。
  - 039G型潜艇8艘：314、315、316、321、322、323、327、328。
- 潜艇第12支队 驻地大连旅顺口，十(?十二)艘潜艇。
  - 035G型潜艇4艘：359、360、362、363。(退役中)
  - 039B型潛艦6艘：347（2018）、344（2017）、343（2017）、342（2014）、341（2013）、340(2012)。
- 登陆舰第1大队
  - 072A型登陆舰2艘：912大青山（2004）、911天柱山（2003）。
- 作战支援舰第1支队 驻地青岛。
  - 901型综合补给舰1艘: 901呼伦湖（2017）。
  - 903A型综合补给舰3艘：903可可西里湖（2019）、904东平湖（2015）、889太湖 （2013）。
  - 侦测船大队 驻地青岛黄岛。
    - 815A型电子侦察舰3艘：799金星（2018）、796开阳星（2016）、794天狼星（2015）。
    - 636A型海洋综合调查船2艘：海洋二十五号/876钱伟长（2016）、海洋二十二号/875钱三强（2008）。
    - 1500吨级双体测量船2艘：北测902（2016）、北测901（2016）。

  - 勤务船大队 驻地青岛。
    - 北油、北水、北拖、北康、北勤。
- 防险救生船支队 驻地青岛。
  - 926型潜艇支援舰2艘：847洪泽湖（2013）、846阳澄湖（2010）。
  - 近海救生打捞船：北救143、北救138、北救122。
  - 大马力特种远洋拖船2艘：北拖721、北拖739[38]。
- 舰载机第1联队 舰载机，兴城。
  - 歼15。